# Watertown (Florida)
Watertown es un lugar designado por el censo ubicado en Columbia en el estado estadounidense de Florida. En el Censo de 2010 tenía una población de 2.829 habitantes y una densidad poblacional de 446,92 personas por km².

## Geografía
Watertown se encuentra ubicado en las coordenadas 30°11′8″N 82°36′10″O / 30.18556, -82.60278. Según la Oficina del Censo de los Estados Unidos, Watertown tiene una superficie total de 6.33 km², de la cual 6.21 km² corresponden a tierra firme y (1.96%) 0.12 km² es agua.

## Demografía
Según el censo de 2010, había 2.829 personas residiendo en Watertown. La densidad de población era de 446,92 hab./km². De los 2.829 habitantes, Watertown estaba compuesto por el 65.22% blancos, el 31.35% eran afroamericanos, el 0.32% eran amerindios, el 0.25% eran asiáticos, el 0% eran isleños del Pacífico, el 0.92% eran de otras razas y el 1.94% pertenecían a dos o más razas. Del total de la población el 3% eran hispanos o latinos de cualquier raza.